# گرمارود سفلی
گرمارود سفلی، روستایی از توابع بخش رودبارالموت شهرستان قزوین در استان قزوین ایران است.

## جمعیت
این روستا در دهستان معلم کلایه قرار دارد و براساس سرشماری مرکز آمار ایران در سال ۱۳۸۵، جمعیت آن ۱۸۴ نفر (۷۱خانوار) بوده‌است.

## زبان
اهالی روستای  گرمارود سفلی به زبان فارسی با لهجه ی خاص و زبان مراقی که از گویش‌های زبان تاتی است، سخن می‌رانند. روستای گرمارود از دو محله ی جداگانه تشکیل یافته است. پایین محله ( پشایی محله ) که به زبان فارسی سخن می گویند و بالا محله ( مراقی محله ) که به زبان تاتی سخن می رانند. ساکنان پایین محله ساکنان قديمي روستا بوده و ساکنان بالا محله یا همان مراقی ها بعنوان مهاجر از روستاهای مراقی نشین در سده ی اخیر در این روستا سکونت گزیده 